# Colònia índia Elem
La Colònia índia Elem d'indis pomo (també coneguda com a banda Elem de Pomo i banda Sulfur Bank d'indis pomo) són una tribu reconeguda federalment d'amerindis pomo que tenen la base a una ranxeria de 50 acres (200.000 metres quadrats vora Clearlake Oaks al marge oriental del llac Clear. La reserva colònia índia Elem fou creada originalment sota el nom Ranxeria Sulfur Bank (39° 00′ 31″ N, 122° 40′ 13″ O / 39.00861°N,122.67028°O) en 1949. La reserva es troba entre Clearlake Oaks al nord i Clearlake al sud.
La tribu fou organitzada en 1936 i té una població de 100 persones. Actualment estan tractant de recuperar la propietat de l'illa Rattlesnake vora llur reserva, on s'havia celebrat cerimònies durant segles.